# العزب (قنا)
قرية العزب هي إحدى القرى التابعة لمركز دشنا في محافظة قنا في جمهورية مصر العربية. حسب إحصاءات سنة 2006، بلغ إجمالي السكان في العزب 11541 نسمة، منهم 5814 رجل و5727 امرأة.